# سوترگ
سوترگ (به انگلیسی: Swatragh) یک روستا در بریتانیا است. سوترگ ۵۳۵ نفر جمعیت دارد.